# Jahnatal
Jahnatal ist eine Gemeinde im Landkreis Mittelsachsen im Freistaat Sachsen, die zum 1. Januar 2023 aus der Fusion der Gemeinden Ostrau und Zschaitz-Ottewig auf Basis des Bürgerentscheids 2022 entstanden ist. Es ist die nördlichste Gemeinde im Landkreis Mittelsachsen.

## Geographie
Die Gemeinde liegt ca. 8 km nördlich der Stadt Döbeln und ca. 17 km südlich von Riesa, im Tal des kleinen Flusses Jahna und den umliegenden Höhenrücken im Nordwesten der Lommatzscher Pflege.

### Gemeindegliederung
Zur Gemeinde Jahnatal gehören folgende Ortsteile:
- Ostrau mit Auerschütz, Beutig, Delmschütz, Merschütz, Münchhof, Niederlützschera, Oberlützschera, Schmorren, Trebanitz, Wutzschwitz und Zschochau
  - Ortschaft Kiebitz mit Kiebitz, Obersteina und Töllschütz
  - Ortschaft Noschkowitz mit Noschkowitz, Rittmitz, Kattnitz und Schlagwitz
  - Ortschaft Schrebitz mit Schrebitz, Sömnitz und Döhlen
  - Ortschaft Zschaitz-Ottewig mit Auterwitz, Baderitz, Dürrweitzschen, Glaucha, Goselitz, Lüttewitz, Lützschnitz, Mischütz, Möbertitz, Ottewig, Zschaitz und Zunschwitz
  - Ortschaft Jahna-Pulsitz mit Binnewitz, Jahna, Goldhausen[5], Pulsitz und Clanzschwitz

### Nachbargemeinden
| Mügeln (Landkreis Nordsachsen) | Mügeln, Naundorf (beide Landkreis Nordsachsen) | Stauchitz (Landkreis Meißen)                   |
| Großweitzschen                 | Kompassrose, die auf Nachbargemeinden zeigt    | Stauchitz, Lommatzsch (beide Landkreis Meißen) |
| Großweitzschen                 | Döbeln                                         | Döbeln                                         |

## Geschichte

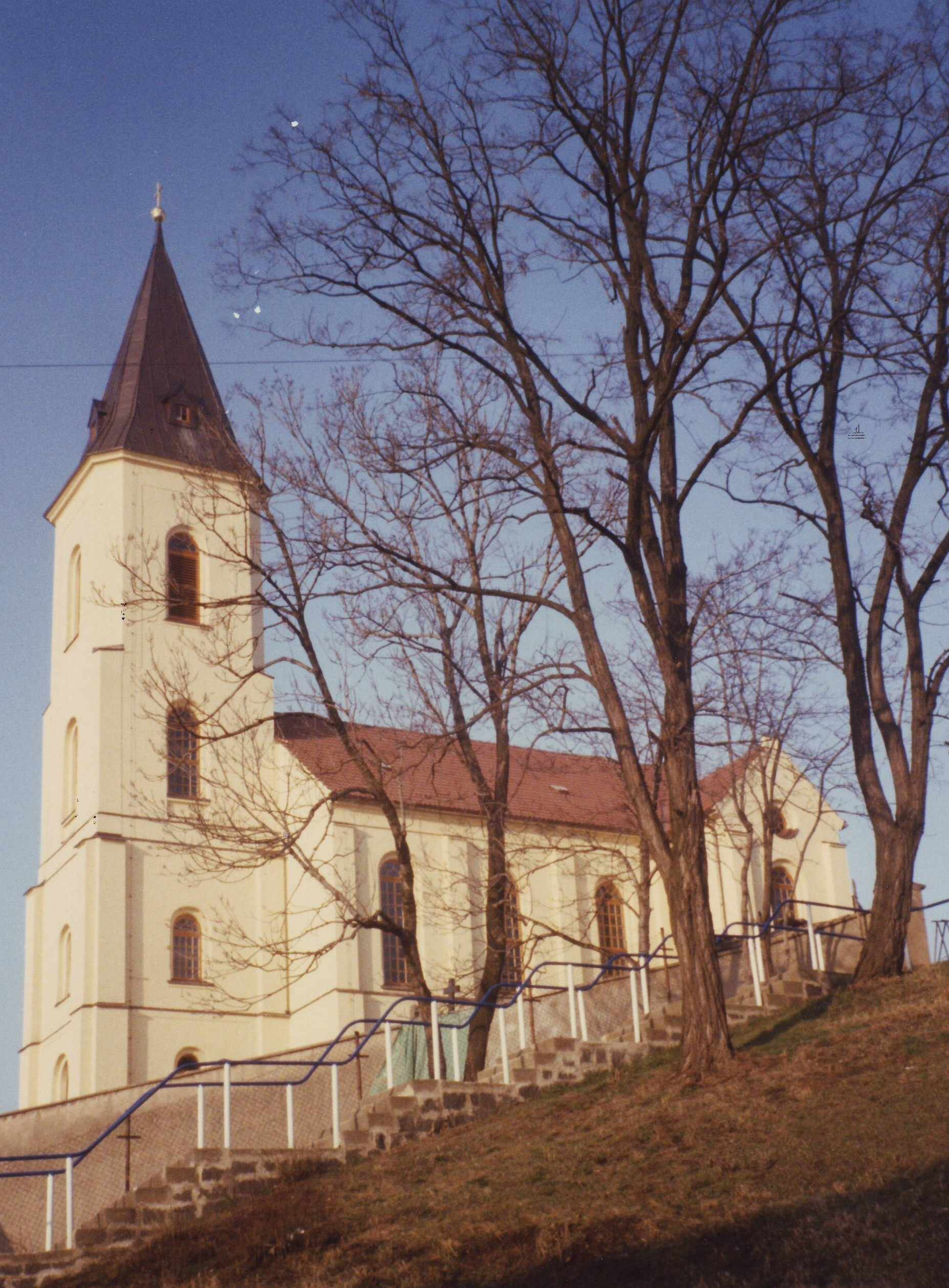
Kirche im Ortsteil Zschochau

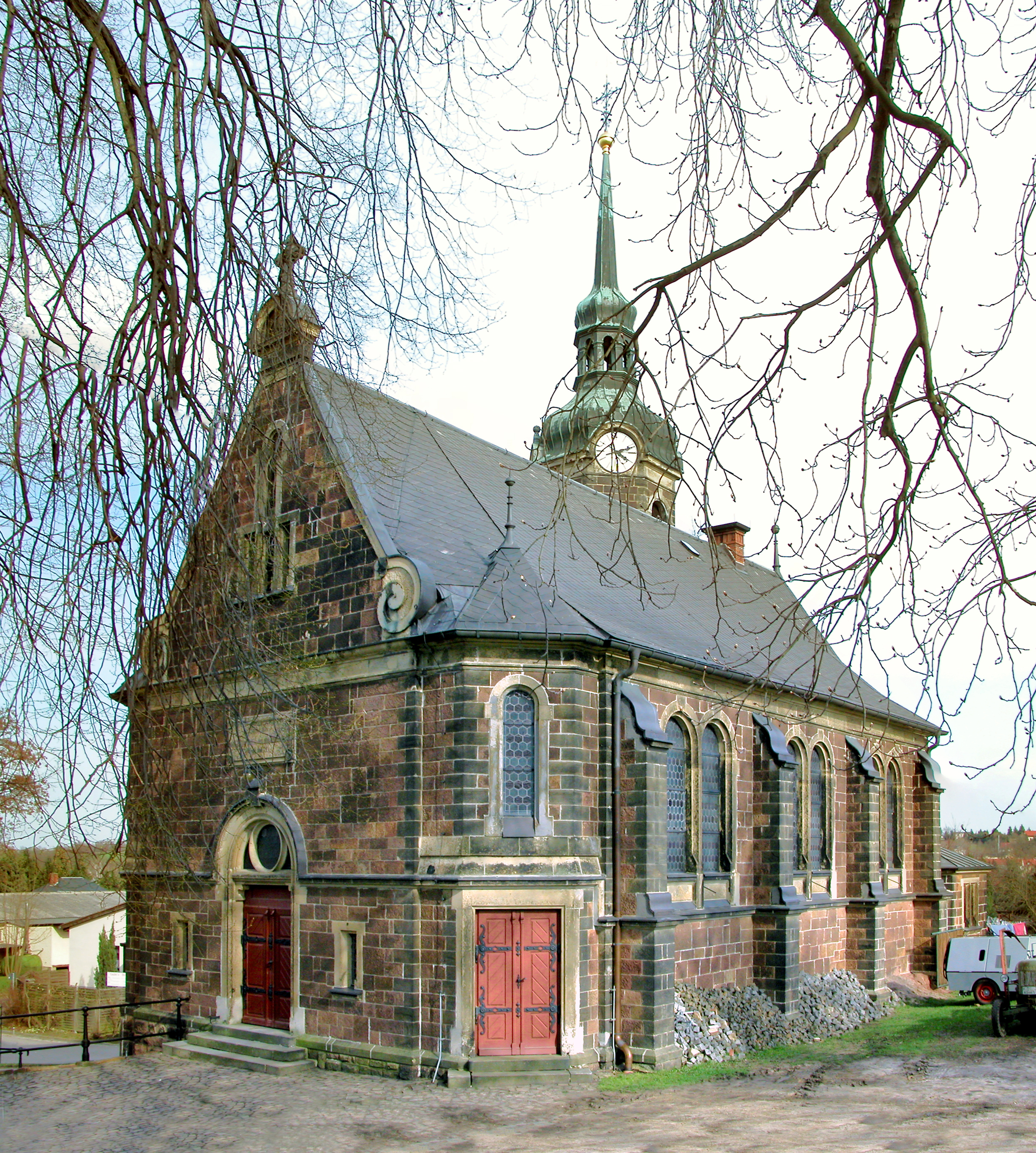
Trinitatiskirche Ostrau

Zum 1. Januar 2023 schlossen sich die Gemeinden Ostrau und Zschaitz-Ottewig zur Gemeinde Jahnatal zusammen. Die Verwaltungsgemeinschaft Ostrau, der beide Gemeinden angehörten, wurde gleichzeitig aufgelöst.

### Eingemeindungen
| Ehemalige Gemeinde     | Datum                   | Anmerkung                                                 |
| ---------------------- | ----------------------- | --------------------------------------------------------- |
| Auerschütz             | 1. Januar 1993          | Eingemeindung nach Ostrau                                 |
| Auterwitz              | 1. Januar 1952          | Eingemeindung nach Dürrweitzschen                         |
| Baderitz               | vor 1875                | Eingemeindung nach Lüttewitz                              |
| Beutig                 | vor 1880                | Eingemeindung nach Trebanitz                              |
| Binnewitz              | 1. Juli 1950            | Eingemeindung nach Jahna                                  |
| Clanzschwitz           | 1. Oktober 1937         | Eingemeindung nach Pulsitz                                |
| Däbritz                | vor 1880                | Eingemeindung nach Schrebitz                              |
| Delmschütz             | vor 1880                | Eingemeindung nach Auerschütz                             |
| Döhlen                 | vor 1880                | Eingemeindung nach Görlitz                                |
| Dürrweitzschen         | 1. März 1994            | Zusammenschluss mit Zschaitz zu Zschaitz-Ottewig          |
| Gaschütz               | vor 1880 1. Juli 1950   | Eingemeindung nach Sömnitz, Umgliederung nach Auerschütz  |
| Glaucha                | 1. April 1938           | Eingemeindung nach Ottewig                                |
| Görlitz                | 1. April 1936           | Eingemeindung nach Schrebitz                              |
| Gohris                 | vor 1880                | Eingemeindung nach Ostrau                                 |
| Goldhausen             | vor 1880                | Eingemeindung nach Jahna                                  |
| Goselitz               | 1. Januar 1969          | Eingemeindung nach Zschaitz                               |
| Jahna                  | 15. September 1961      | Zusammenschluss mit Pulsitz zu Jahna-Pulsitz              |
| Jahna-Pulsitz          | 1. Januar 1994          | Eingemeindung nach Ostrau                                 |
| Kattnitz               | 1. Juli 1950            | Eingemeindung nach Noschkowitz                            |
| Kiebitz                | 1. Januar 1999          | Eingemeindung nach Ostrau                                 |
| Lützschera             | 1. April 1938           | Eingemeindung nach Auerschütz                             |
| Lützschnitz            | 1. April 1938           | Eingemeindung nach Ottewig                                |
| Lüttewitz (bei Döbeln) | 1. Juli 1950            | Eingemeindung nach Zschaitz                               |
| Merschütz              | vor 1880                | Eingemeindung nach Oberwutzschwitz                        |
| Mischütz               | 1. Juli 1950 01.01.1968 | Eingemeindung nach Simselwitz, Umgliederung nach Zschaitz |
| Möbertitz              | 1. April 1937           | Eingemeindung nach Zschaitz                               |
| Münchhof               | vor 1880                | Eingemeindung nach Trebanitz                              |
| Niederlützschera       | vor 1880                | Zusammenschluss mit Oberlützschera zu Lützschera          |
| Niedersteina           | vor 1880                | Eingemeindung nach Oberwutzschwitz                        |
| Niederwutzschwitz      | vor 1880                | Eingemeindung nach Oberwutzschwitz                        |
| Noschkowitz            | 1. Januar 1999          | Eingemeindung nach Ostrau                                 |
| Oberlützschera         | vor 1880                | Zusammenschluss mit Niederlützschera zu Lützschera        |
| Obersteina             | 1. Juli 1950            | Eingemeindung nach Kiebitz                                |
| Oberwutzschwitz        | 19. September 1919      | Umbenennung in Wutzschwitz                                |
| Ostrau                 | 1. Januar 2023          | Zusammenschluss mit Zschaitz-Ottewig zu Jahnatal          |
| Ottewig                | 1. Januar 1962          | Eingemeindung nach Zschaitz                               |
| Pulsitz                | 15. September 1961      | Zusammenschluss mit Jahna zu Jahna-Pulsitz                |
| Rittmitz               | 1. Januar 1973          | Eingemeindung nach Noschkowitz                            |
| Schlagwitz             | vor 1880                | Eingemeindung nach Rittmitz                               |
| Schmorren              | 1. Oktober 1937         | Eingemeindung nach Pulsitz                                |
| Schrebitz              | 1. Januar 1999          | Eingemeindung nach Ostrau                                 |
| Sömnitz                | 1. Juli 1950            | Eingemeindung nach Schrebitz                              |
| Töllschütz             | 1. April 1938           | Eingemeindung nach Kiebitz                                |
| Trebanitz              | 1. Juli 1950            | Eingemeindung nach Ostrau                                 |
| Wutzschwitz            | 1. Juli 1950            | Eingemeindung nach Ostrau                                 |
| Zschaitz               | 1. März 1994            | Zusammenschluss mit Dürrweitzschen zu Zschaitz-Ottewig    |
| Zschaitz-Ottewig       | 1. Januar 2023          | Zusammenschluss mit Ostrau zu Jahnatal                    |
| Zschochau              | 1. April 1968           | Eingemeindung nach Ostrau                                 |
| Zunschwitz             | 1. April 1921           | Eingemeindung nach Ottewig                                |

## Politik
- fnoWO: 5
- FWZO: 3
- moWd...: 3
- CDU: 4
- FS: 2

Die Freien Wähler Zschaitz-Ottewig können einen Sitz nicht besetzen. Der Gemeinderat verkleinert sich entsprechend.

### Gemeinderat
Seit der Gemeinderatswahl am 9. Juni 2024 verteilen sich die 18 Sitze im Gemeinderat folgendermaßen auf die einzelnen Gruppierungen:
- Freie nichtmitgliedschaftlich organisierte Wählervereinigung Ostrau: 5 Sitze
- CDU: 4 Sitze
- Mitgliedschaftlich organisierte Wählervereinigung des Gewerbeverbandes Jahnatal & Umgebung: 3 Sitze
- Freie Wähler Zschaitz-Ottewig: 3 Sitze (1 Sitz bleibt mangels Bewerber unbesetzt)
- Freie Sachsen: 2 Sitze

### Bürgermeister
Am 23. April 2023 wurde Dirk Schilling (CDU) mit 95,6 % zum Bürgermeister gewählt. Zuvor war er vom Gemeinderat am 3. Januar 2023 als Amtsverweser der neuen Gemeinde bestellt.
| Wahl                                         | Bürgermeister  | Vorschlag | Wahlergebnis (in %) |
| -------------------------------------------- | -------------- | --------- | ------------------- |
| 2023                                         | Dirk Schilling | CDU       | 95,6                |
| Neugründung (siehe Ostrau, Zschaitz-Ottewig) |                |           |                     |

## Kultur und Sehenswürdigkeiten

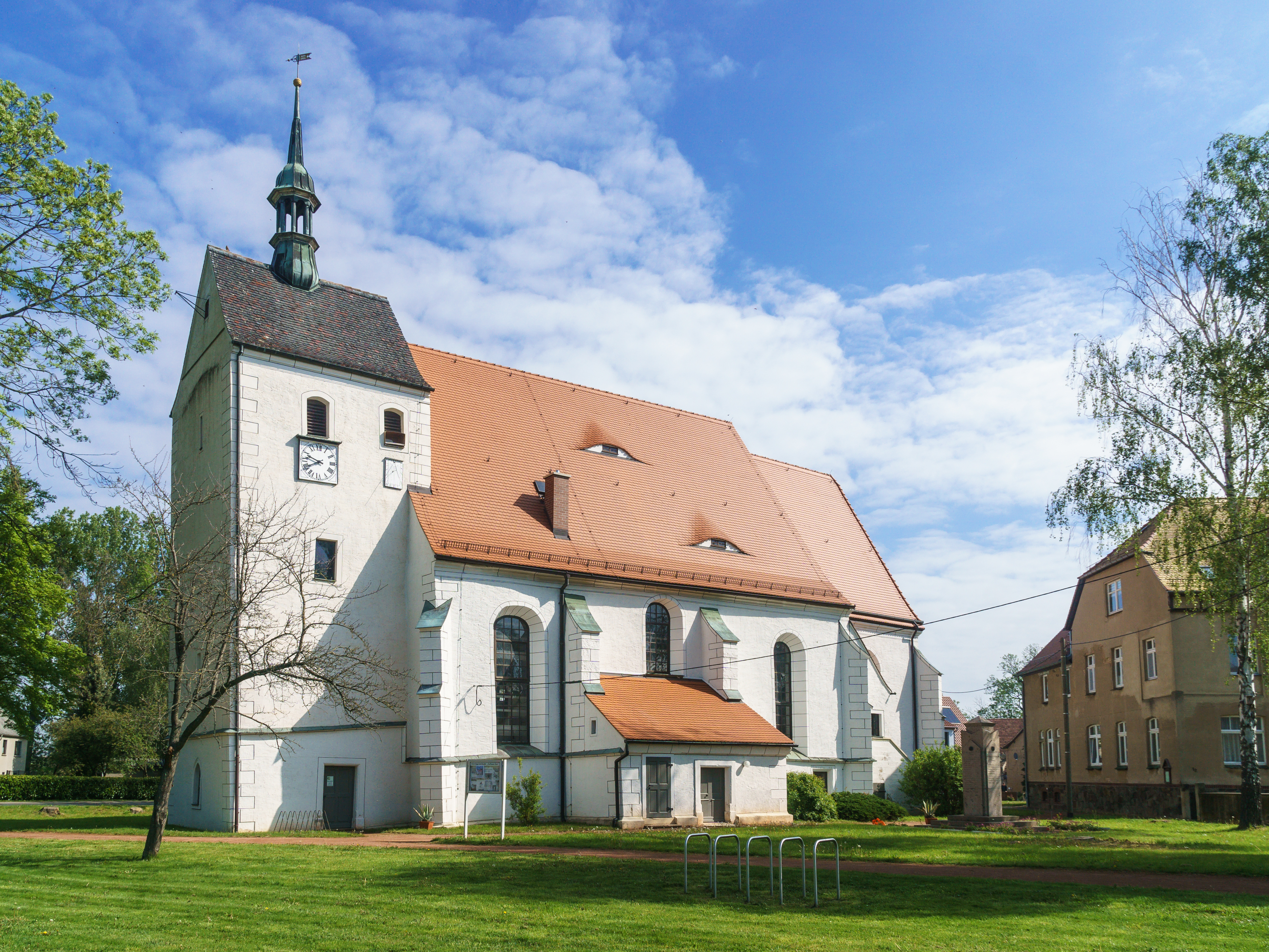
Kirche zu Jahna

### Sehenswürdigkeiten

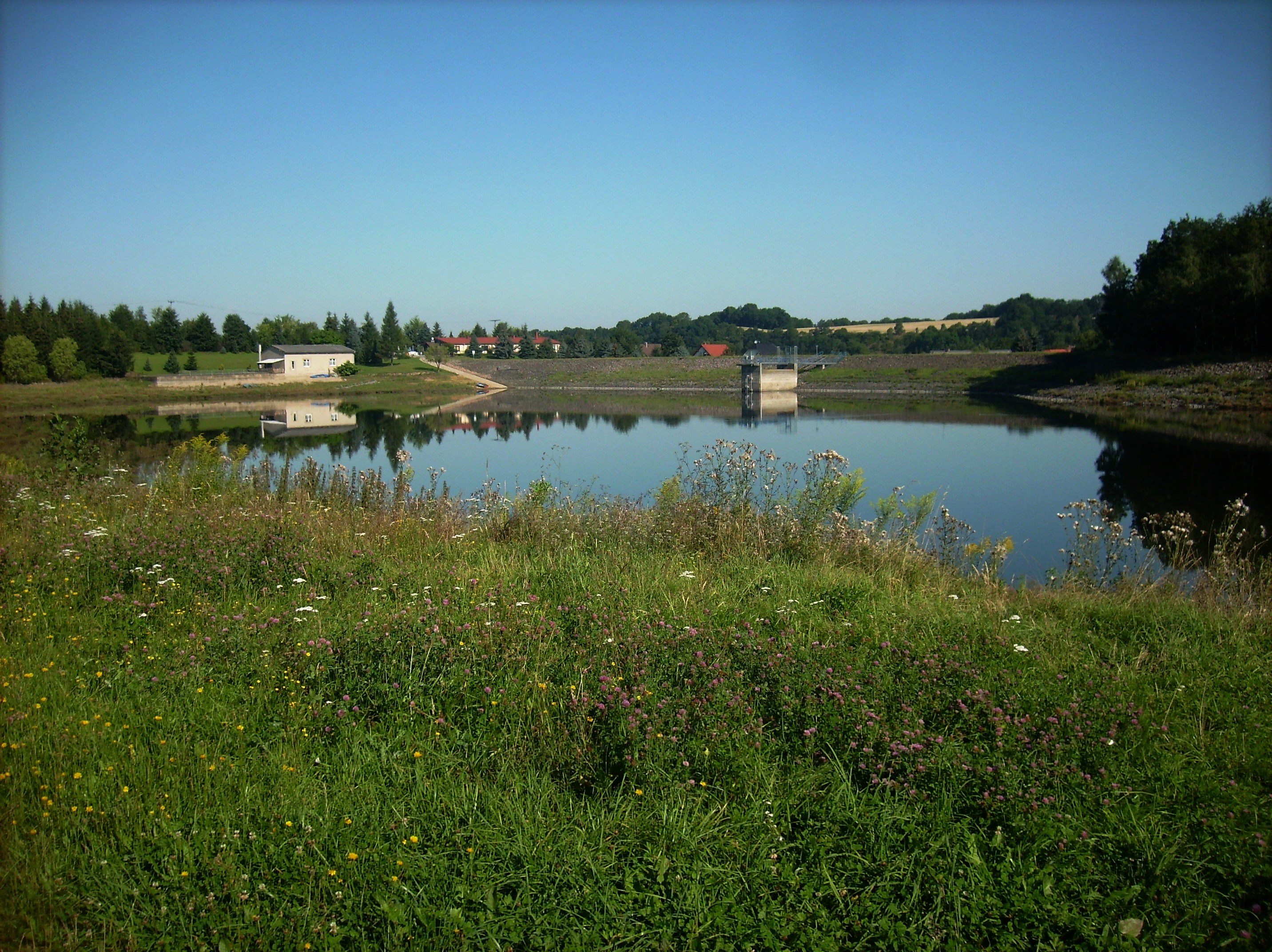
Stausee Baderitz

- Trinitatiskirche Ostrau, erbaut 1903
- Kirche zu Jahna, erbaut 1677
- Kalköfen in Münchhof, in Ostrau am Kalkgrund und am Ostrauer Bahnhof
- Plattendolomitwand
- Schloss Noschkowitz
- Dorfkirche zu Kiebitz,  erbaut 1773–1774[16]
- Rittergut Obersteina, Ersterwähnung 1350 als „Rittergut zu dem Steine“, Herrenhaus 1751 renoviert[17]
- Waldstadion mit Gaststätte
- Naherholungszentrum mit Freilichtbühne
- Umweltzentrum Ökohof Auterwitz e. V.
- Stausee Baderitz
- Kirche Zschaitz

## Persönlichkeiten
- Klaus Beuchler (1926–1992), Journalist und Schriftsteller
- Franz-Emil Keller (1843–1925), Ostrau Orgelbaumeister
- Werner Mummert (1897–1950), General der Wehrmacht
- Karl Naumann (1905–1976), Politiker, Gutsbesitzer in Lützschera
- Rudolf Reuther (1912 in Münchhof–2008), Physiker und Hochschullehrer
- Gert Roßberg (1932–2016), Politiker (SPD)
- Heinrich Conrad Schleinitz (1802–1881), Jurist und Tenor